# Jenzer Motorsport

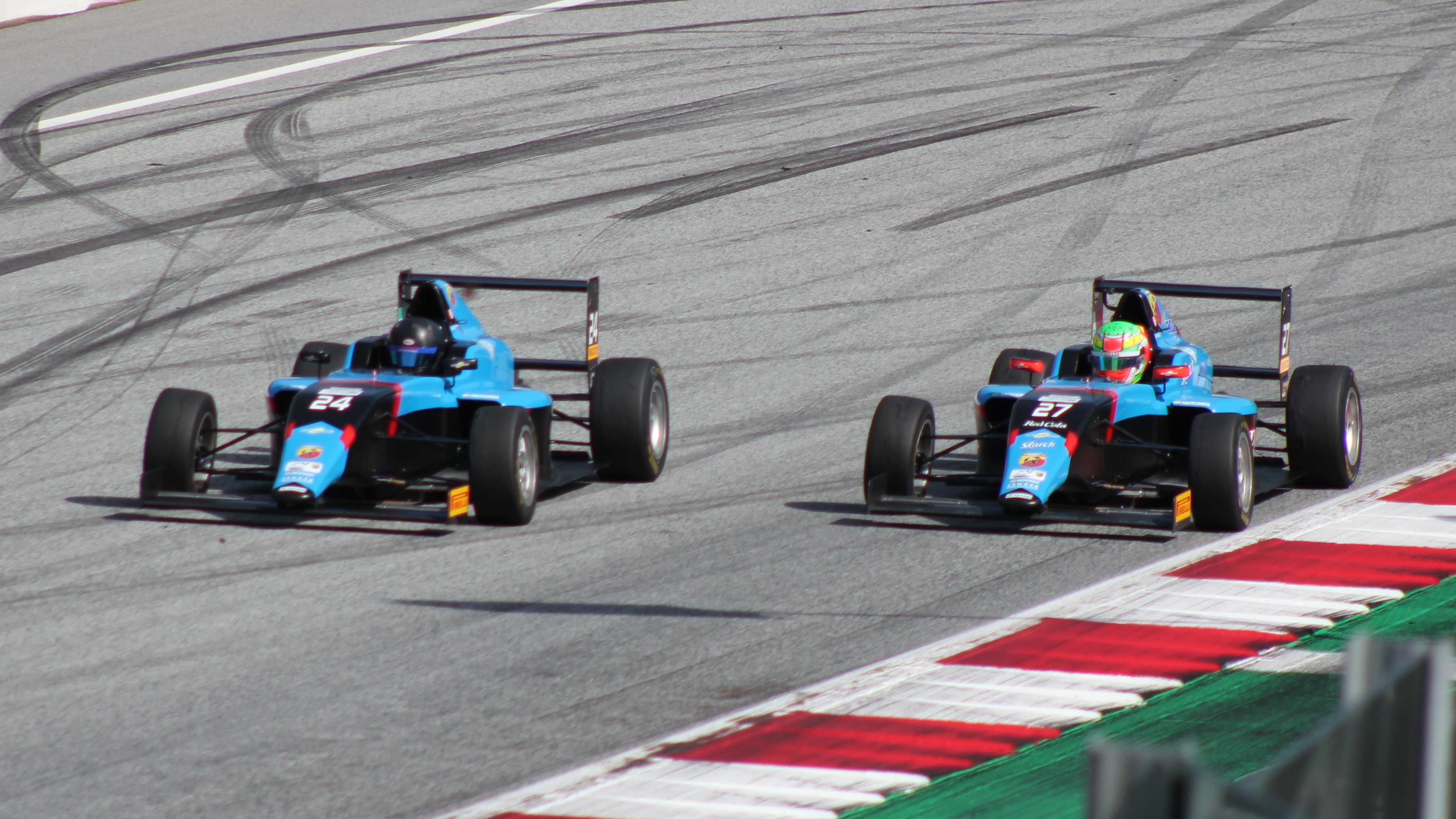
Jenzer Motorsport in der italienischen Formel 4 (2021)

Jenzer Motorsport ist ein Schweizer Automobilsport-Team, das ausschliesslich im Formelsport tätig ist und von 2010 bis 2024 in der GP3-Serie / FIA-Formel-3-Meisterschaft sowie der Formel Abarth aktiv ist. Seinen Sitz hat der Rennstall in Lyss.

## Geschichte

### Beginne des Rennstall

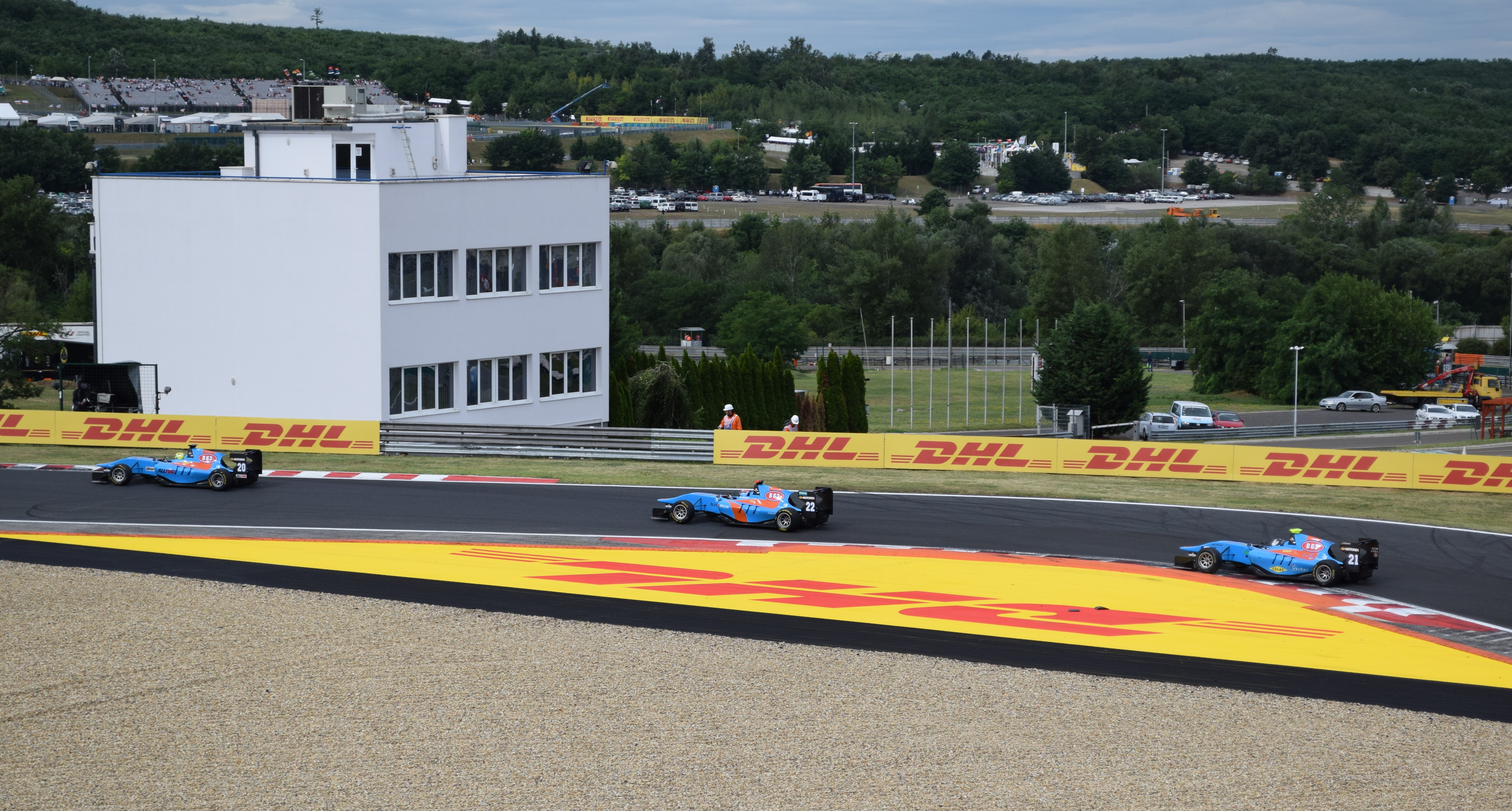
Jenzer Motorsport in der GP3 (2015)

Das Team wurde 1993 vom damals selbst noch als Rennfahrer aktiven Schweizer Andreas Jenzer gegründet. Nach anfänglichen Erfolgen in der schweizerischen (mit Fahrertiteln 1993, 1995–98 und 2000), der französischen und der deutschen Formel Ford 1800 (im Jahr 2000 Fahrermeisterschaft für Marc Benz) sowie im Formel Ford Eurocup, trat es 2000 mit dem Formel Renault 2.0 Eurocup und der französischen Formel-Renault-Meisterschaft erstmals in höheren Klassen in Erscheinung; 2001 folgte der deutsche Formel Renault Cup. 2003 und 2004 nahm es zusätzlich am Formel Renault V6 Eurocup und 2005 bis 2006 an der Formel Renault 3.5 teil. Von 2007 bis 2009 bestritt das Team zusammen mit dem Schwesterteam Iris Project die Internationale Formel Master und führte sein Engagement auch in deren indirekter Nachfolgeserie GP3 fort. Ende 2010 – dem finalen Jahr des alten Chassis – verliess der Rennstall mit der Schweizer LO Formel Renault seine letzte Formel-Renault-Meisterschaft, nachdem bereits ein Jahr zuvor dem 2.0-Eurocup und der italienischen Formel Renault der Rücken gekehrt worden war. Stattdessen trat es ab dem Jahr 2010 in der italienischen Formel Abarth an, worauf 2011 die zusätzliche Teilnahme an der neuen europäischen Meisterschaft dieser Kategorie folgte. Ausserdem nahm es 2011 in Kooperation mit dem britischen Rennstall Andy Welch Racing als Jenzer Welch Asia Racing am asiatischen Ableger der Serie, der Formel Pilota China, teil und gewann mit Mathéo Tuscher die Fahrermeisterschaft.

### 2010–2024: Jenzer in der GP3 / Formel 3
Ab 2010 trat das Jenzer-Team unter der Leitung von Andreas Jenzer in der neugegründeten GP3-Serie an. Als Fahrer wurden zwei Schweizer mit dem späteren Formel-E- bzw. WEC-Pilot Nico Müller, Simon Trummer und der Norwege Pål Verhaug verpflichtet. Die Saison verlief erfolgreich für Jenzer, da man mit Müller zwei Rennsiege einfahren konnte. Verhaug gewann direkt beim ersten Rennen der GP3-Serie in Barcelona, konnte danach jedoch keinen einzigen Punkt mehr einfahren und wurde so 12. im Endklassement. Müller wurde im Endklassement Dritter in der Fahrerwertung, Jenzer wurde in der Teamwertung auch Dritter mit 67 Punkten.
Müller blieb dem Schweizer Rennstall auch für das kommende Jahr treu. Trummer blieb zwar 2011 in der GP3, wechselte jedoch zum Arden-Team. Verhaug wechselte bereits nach einem Jahr in der GP3 in die GP2 zum DAMS-Team. Als neue Fahrer neben Müller wurden der Russe Maxim Simin verpflichtet, sowie der 17-jährigen Italiener Vittorio Ghirelli, welcher von Atech CRS GP kam. Nachdem Ghirelli bis zum Ungarn-Wochenende – wie auch schon im Vorjahr – punktelos geblieben war, verließ Ghirelli vorzeitig die GP3, um sich „auf sein Programm in der Formula Renault“ zu fokussieren. Als Ersatz wurde mit Alex Fontana ein weiterer Schweizer verpflichtet. Fontana konnte beim Sprintrennen in Spa-Francorchamps mit einem sechsten Platz einen Punkt holen, da er jedoch selber „eine Verpflichtungsprüfung für das Team in der European F3 Open“ parallel zu seinem Engagement in der GP3 hatte, verließ auch er vor dem Saisonfinale in Monza das Team. Als Ersatz holte das Jenzer-Team den – zu dem Zeitpunkt – 48-jährigen Christophe Hurni als Ersatz. Die Saison verlief unter dem Strich eher enttäuschend für das Team aus Lyss. Man wurde mit insgesamt nur 37 Punkten Siebter in der Teamwertung, wobei Müller 36 von ihnen holte. Müller selbst wurde mit einem Sieg beim Hauptrennen in Silverstone Vierter in der Fahrerwertung. Die ersten zwei Saisons der GP3-Serie waren für Andreas Jenzer eine der besten Erinnerungen, als er mit Müller arbeitete und eine enge Beziehung zu seinen Mechaniker und seinen Ingenieuren hatte.
Jedoch war auch laut eigener Aussage das Jahr 2011 für Andreas Jenzer als Teambesitzer das schlimmste Jahr in der GP3, da sich in dem Jahr die Schweizer Regierung mit der Europäischen Union auf eine Währungsanpassung einigte, durch welche die Schweizer Währung (CHF) deutlich stärker als den Euro wurde.
Zum Jahr 2012 veränderte Jenzer komplett ihre Fahrerpaarung. Müller verließ das Team und fuhr fortan in der Formel Renault 3.5. Ebenfalls verließen Simin und Hurni das Team und erhielten keinen neuen Vertrag für 2012. Die freigewordenen Cockpits besetzte das Team mit dem Rumänen Robert Visoiu, dem Schweizer Patric Niederhauser – beide fuhren bereits für Jenzer in der Formel Abarth – und dem Tschechen Jakub Klášterka, welcher damit nach einer zweijährigen Abstinenz in den Formelsport zurückkehrt. Klášterka wurde dabei erst kurz vor dem Saisonauftakt vom Team unter Vertrag genommen und nahm daher vor der Saison an keinen Testfahrten teil. Die Saison verlief, wie auch schon 2010, erfolgreich für Jenzer, da man Vierter in der Teamwertung mit 133,5 Punkten (die halben Punkten kommen aus dem Rennwochenende in Spa-Francorchamps, da das Rennen aufgrund eines Unfalls von Robert Cregan vorzeitig abgebrochen wurde und nicht die zur vollen Punktzahl notwendige Distanz absolviert worden war.) wurde. Während der Saison stach dabei Niederhauser für Jenzer heraus, indem er zwei Siege in der Saison einfahren konnte und Siebter im Endklassement wurde. Wie auch schon im Vorjahr veränderte sich erneut die Fahrerkonstellation für Jenzer während der Saison. Nach dem Monaco-Wochenende verließ Klášterka bereits nach zwei Rennen das Team. Er wurde durch den Argentinier Facu Regalia ersetzt. Nachdem Regalia beim Rennwochenende in Deutschland nicht antrat, wechselte er für das Rennwochenende in Ungarn zu Atech CRS GP. Das freigewordene Cockpit übernahm Alex Fontana, welcher damit zum Schweizer Rennstall nach einjähriger Abstinenz zurückkehrte. Bereits in seinem zweiten Rennwochenende in Spa-Francorchamps holte Fontana in beiden Rennen Punkte und beendete dadurch die Saison auf Platz 18 im Endklassement. Zum finalen Rennwochenende in Monza trat Jenzer – wie auch schon in Hockenheim – nur mit zwei Boliden an, da Fontana nicht zum Saisonfinale antrat.
2024 trat der Schweizer Rennstall zum letzten Mal in einer Saison der Formel 3 / GP3 an. Das Team verkündete den Ausstieg aus der Formel 3. Dabei behauptete Jenzer, dass er „seit 31 Jahren Vollgas [gibt]“ und es beide verdient hätten, „[sich] ein wenig zu beruhigen und abzuschalten“. Wieder einmal änderte sich für Jenzer komplett die Fahrerpaarung, da Barnard die Formel 3 in Richtung AIX Racing (Formel 2) verließ, Bedrin innerhalb in der Formel 3 zu AIX Racing wechselte und Garcia in die WEC zu Isotta Fraschini wechselte. Als neue Fahrer wurde Charlie Wurz – der Sohn des ehemaligen österreichischen Rennfahrer und derzeitigen TV-Experte Alexander Wurz –, der ehemalige Sim-Racer Max Esterson und der Peruaner Matías Zagazeta verpflichtet. Jenzer konnte die gesamte Saison über nicht an die Erfolge der vorherigen Saison anknüpfen. Die besten Ergebnisse der Saison blieben lediglich ein Podium von Zagezeta beim Sprintrennen in Silverstone und ein fünfter Rang von Wurz beim Hauptrennen in Melbourne, bei welchem Rennen er von Platz 14 aus gestartet ist. Beim Hauptrennen in Silverstone hatte das Team durch wechselhaftes Wetter gute Chancen auf Punkte, jedoch verpokerte sich das Team bei der Strategie.

## Meister
- Ryan Sharp: Deutsche Formel Renault 2000 (2003)
- Dani Clos: Italienische Formel Renault 2.0 (2006)
- Pål Varhaug: Italienische Formel Renault 2.0 (2008, inklusive Team-Meisterschaft)
- Christopher Zanella: LO Formel Renault 2.0 (2008)
- Fabio Leimer: Internationale Formel Master (2009)
- Nico Müller: LO Formel Renault 2.0 (2009)
- Zoël Amberg: LO Formel Renault 2.0 (2010)
- Sergei Sirotkin: Europäische Formel Abarth (2011, inklusive Team-Meisterschaft)
- Patric Niederhauser: Italienische Formel Abarth (2011, inklusive Team-Meisterschaft)

Hinzu kommt der Gewinn der Team-Meisterschaft  in der italienischen Formel Renault im Jahr 2005.